# Arrigo Serato

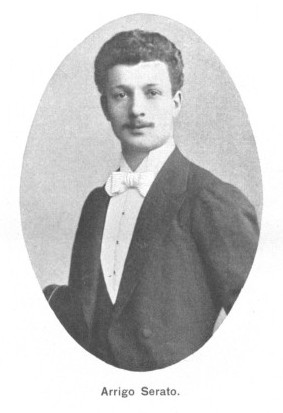
Retrato de Serato.

Arrigo Serato (Bolonia, 7 de febrero de 1877 - Roma, 27 de diciembre de 1948) fue un violinista italiano.

## Biografía
Hijo del violonchelista Francesco, estudió en el Liceo Musical de Bolonia con Sarti y, nada más terminar sus estudios, consiguió grandes éxitos como concertista por toda Europa y América. Durante un cierto tiempo también residió en Berlín, perfeccionándose con Joachim y formando parte de su cuarteto. Volvió a Italia poco tiempo antes del comienzo de la Primera Guerra Mundial y consiguió la cátedra de violín del Conservatorio Santa Cecilia de Roma; más tarde se encargó de los cursos de perfeccionamiento en la Academia Chigiana de Siena.
Actuó en trío con Pizzetti y Enrico Mainardi, y formó parte también del "Trío Italiano" con Renzo Lorenzoni y Arturo Bonucci, actuando, asimismo, a menudo como solista con el pianista Ernesto Consolo. Fue uno de los mejores violinistas europeos de entreguerras, célebre por su equilibrio y la pureza de su estilo y sus cuidadas interpretaciones de los mejores autores clásicos.